# Terminal (浜崎あゆみの曲)
「Terminal」（ターミナル）は、浜崎あゆみの52ndシングル。2014年10月1日に発売（発売元はavex trax）。

## 解説
同年7月発売の15thアルバム『Colours』からのリカットシングルで、シングルとしては前作「Feel the love/Merry-go-round」より約9ヶ月ぶりの発売。同日には、スマートフォンのアプリであるPlug Airより「XOXO」が発売。
オリコンチャート週間ランキングでは24位に初登場した。シングルでトップ10入りを逃すのは、1998年の2ndシングル「YOU」以来。

## 収録曲
1. Terminal "Original mix" [5:44]
作詞：ayumi hamasaki、作曲・編曲：Armin van Buuren、Benno de Goeij
2. Terminal "Dub mix" [4:34]
3. Terminal "HACKJACK remix" [5:44]
Remixed by HACKJACK

## 収録アルバム
- Terminal
  - 『Colours』

## 収録ライブ映像
- Terminal
  - 『ayumi hamasaki PREMIUM SHOWCASE 〜Feel the love〜』